# Ленинградит
Ленингради́т (англ. Leningradite, нем. Leningradit, исп. Leningradita) — редкий минерал, ванадат-хлорид меди и свинца.

## История
Найден в продуктах фумарольной деятельности на Втором шлаковом конусе Северного прорыва Большого трещинного Толбачинского извержения (БТТИ, вулкан Толбачик, Камчатка, Россия, произошло в 1975–1976 гг.) и описан Вергасовой Л.П., Филатовым С.К, Семёновой Т.Ф. и Ананьевым В.В. Утверждён Международной Минералогической Ассоциацией 23 июня 1988 года (код IMA1988-014) .

## Название
Назван в честь города Ленинград (ныне Санкт-Петербург), в университете которого этот минерал изучался.

Наименование по номенклатуре ИЮПАК: диванадат-дихлорид тримеди-свинца (lead tricopper divanadate dichloride (англ.)).

## Описание

### Классификация
Классификация ленинградита представлена в различных системах классификации минералов.
| Система классификации                                                       | Код         | Расшифровка кода                                                                              |
| --------------------------------------------------------------------------- | ----------- | --------------------------------------------------------------------------------------------- |
| Химический каталог минералов Хея (Hey's Chemical Index of Minerals (англ.)) | 22.2.16     | ванадат с другими анионами; ванадат с анионом хлора                                           |
| Классификация Дана (8-е издание)                                            | 41.05.17.01 | безводный ванадат, содержащий галоген; (AB)2(XO4)Zq                                           |
| Классификация Никеля-Штрунца (8-е издание(устар.))                          | 7/B.28-60   | безводный ванадат с добавочными анионами хлора; катионы очень малого размера; серия карминита |
| Классификация Никеля-Штрунца (10-е издание)                                 | 08.BH.65    | безводный ванадат с добавочными анионами; катионы средних и больших размеров; Cl:VO4 = 1:1    |

### Физические свойства
Встречается в виде удлинённых грубых ромбовидных кристаллов, уплощенных по (010), размером до 0,3 мм, хлопьевидных выделений и радиальных сферических агрегатов. Сростки и сферолиты кристаллов до 0,6 мм в массе толбачита. Ассоциирует с англезитом PbSO4, гематитом Fe2O3, ламмеритом Cu3(AsO4)2 и толбачитом CuCl2. В точке взятия проб минерала не было возможности измерить температуру из-за высокой концентрации газа; температура парогазовой смеси в фумароле составляла порядка 140 °C. Относительно стабилен в воздухе, нерастворим в воде, при температуре (425±25)°C ленинградит превращается в ванадинит Pb5(VO4)3Cl.

### Кристаллическая структура
Кристалл ленинградита содержит в себе следующие ионы: двухзарядные катионы свинца Pb2+, двухзарядные катионы меди Cu2+, пятизарядные катионы ванадия V5+, однозарядные анионы хлора Cl-, двухзарядные анионы кислорода O2-. Катионы меди Cu2+ совместно с четырьмя анионами кислорода O2- образуют плоские квадратные группы CuO4, а симметрично независимые катионы ванадия V5+ совместно с четырьмя анионами кислорода O2- образуют тетраэдры VO4. Квадраты с тетраэдрами формируют трёхмерный металлооксидный каркас. В больших полостях этого каркаса располагаются катионы свинца Pb2+ и анионы хлора Cl-. При этом можно выделить вытянутые октаэдры CuO4Cl2, октаэдрическая координация которых искажена вследствие эффекта Яна-Теллера.
Измеренный угол между призматическими гранями кристалла составляет 87,9(5)° (расчётный – 87,8°).

### Химический состав
Химический состав ленинградита представлен в следующей таблице (массовые доли в процентах).
| Хим. соединение | (1)                 | (2)    |
| --------------- | ------------------- | ------ |
| As2O5           | 0,49 (0,17–0,94)    | —      |
| V2O5            | 26,22 (25,39–26,90) | 26,03  |
| CuO             | 32,84 (32,44–33,20) | 34,16  |
| ZnO             | 0,32 (0,18–0,47)    | —      |
| PbO             | 32,13 (31,73–32,51) | 31,95  |
| Cl              | 9,60 (9,35–9,81)    | 10,15  |
| O = Cl2         | – 2,17 (2,11–2,21)  | – 2,29 |
| Всего           | 99,43               | 100,00 |

(1) согласно данным электронного микроанализа 5 частиц из вулкана Толбачик (осреднение по 10 анализам, а также полученные диапазоны значений – в скобках), соответствует формуле: Pb1.01(Cu2.89Zn0.05)Σ2.94[(V1.01As0.01)Σ1.02O4]2(Cl1.90O0.10)Σ2.00;

(2) согласно эмпирической химической формуле данного минерала: PbCu3(VO4)2Cl2.